# 古县乡
古县乡，是中华人民共和国山西省临汾市蒲县下辖的一个乡镇级行政单位。

## 行政区划
古县乡下辖以下地区：
古县村、白村、曹村、仁义村、好义村、文城村、盘地村和下刘村。